# August Hallenberg
August Hallenberg, född 14 oktober 1878 i Jämjö socken, död 19 april 1950 i Malmö, var en svensk läroverkslärare.
August Hallenberg var son till lantbrukaren Anders Petersson. Han avlade mogenhetsexamen i Karlskrona 1898 och fortsatte sedan sina studier vid Lunds universitet, där han blev filosofie kandidat 1899 och filosofie licentiat 1902. Hallenberg studerade därefter teologi och avlade teoretisk teologisk examen 1904 och teologisk licentiatexamen 1906. 1912 blev han juris kandidat. 1907 disputerade han dessutom för lektorat. Hallenberg var 1903–1905 extralärare i Ystad, 1906 adjunkt i Uppsala, 1910–1925 lektor i Kristianstad och 1925–1944 i Karlskrona. I Karlskrona var Hallenberg 1931–1938 ledamot av stadsfullmäktige. Förutom avhandlingen Skånska kommissionen 1669–70 och Skånelands kyrkliga förhållanden (I Kyrkohistorisk årsskrift 1907–1908) publicerade han arbeten i Blekinge hembygdsförenings årsbok om sin hembygds historia och offentliggjorde även en rad studier av juridisk karaktär förande skol- och undervisningsfrågor.